# Recklinghausen Chargers
| Ewige 1.Bundesliga Bilanz | Ewige 1.Bundesliga Bilanz | Ewige 1.Bundesliga Bilanz | Ewige 1.Bundesliga Bilanz | Ewige 1.Bundesliga Bilanz | Ewige 1.Bundesliga Bilanz | Ewige 1.Bundesliga Bilanz | Ewige 1.Bundesliga Bilanz | Ewige 1.Bundesliga Bilanz | Ewige 1.Bundesliga Bilanz | Ewige 1.Bundesliga Bilanz | Ewige 1.Bundesliga Bilanz |
| Jahr                      | Gesamt                    | Gesamt                    | Gesamt                    | Heim                      | Heim                      | Heim                      | Ausw.                     | Ausw.                     | Ausw.                     | TD-Verhältnis             |                           |
| Jahr                      | S                         | N                         | U                         | S                         | N                         | U                         | S                         | N                         | U                         | TD-Verhältnis             |                           |
| ------------------------- | ------------------------- | ------------------------- | ------------------------- | ------------------------- | ------------------------- | ------------------------- | ------------------------- | ------------------------- | ------------------------- | ------------------------- | ------------------------- |
| 1987                      | 1                         | 9                         | 0                         | 1                         | 4                         | 0                         | 0                         | 5                         | 0                         | 55:311                    |                           |
| Gesamt                    | 1                         | 9                         | 0                         | 1                         | 4                         | 0                         | 0                         | 5                         | 0                         | 55:311                    |                           |

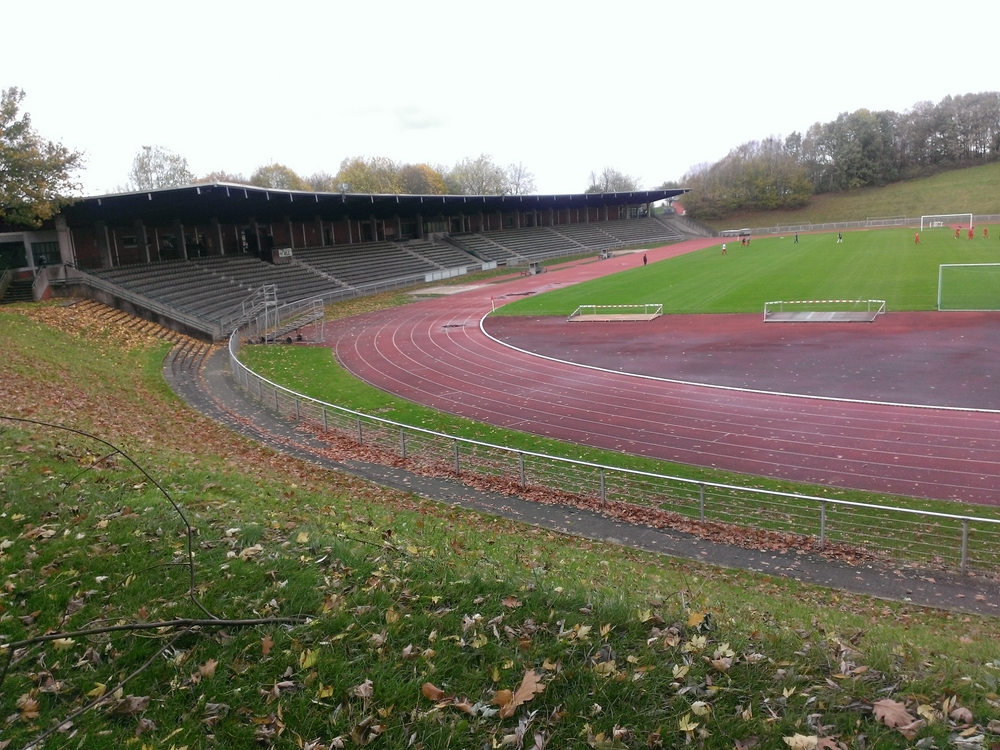
Stadion Hohenhorst, Spielstätte der Recklinghausen Chargers

Die Recklinghausen Chargers sind ein American-Football-Club aus Recklinghausen im Ruhrgebiet im Bundesland Nordrhein-Westfalen.

## Geschichte
Gegründet wurde der 1. AFC Recklinghausen Chargers am  30. Juni 1983 von ehemaligen Jugendspielern der Herne Tigers. 1984 nahmen die Chargers das erste Mal am offiziellen Ligabetrieb teil und starteten in der damaligen Oberliga Nord. 
Größter Erfolg war die Teilnahme in der Bundesliga, der heutigen GFL, im Jahre 1987. Doch nach nur einem Jahr musste man wieder in die zweite Liga absteigen. Danach pendelten die Chargers zwischen der zweiten und vierten Liga. 
Im Jahr 2007 wurden die Chargers Meister der Oberliga NRW und stiegen in die Regionalliga West auf. In der Saison 2009 wurde der zweite Platz erreicht, der zur Aufstiegsrelegation in die GFL2 berechtigte. Die beiden Relegationsspiele wurden erfolgreich abgeschlossen, sodass die Chargers in der Saison 2010 in der GFL2 Nord antraten. Hier konnte jedoch in 14 Spielen kein Sieg und lediglich zwei Unentschieden erzielt werden, weshalb die Chargers als Tabellenletzter zur Saison 2011 wieder in die Regionalliga absteigen mussten. Auch in 2011 in der Regionalliga West konnten die Chargers trotz vielversprechendem Saisonstart mit neu aufgestelltem Kader kein Spiel für sich entscheiden und spielten 2012 in der Oberliga. 
2017 schafften es die Herren der Recklinghausen Chargers, in die Oberliga zurückzukehren. Am 21. Oktober 2017 lieferten sich die Jungs vom Hohenhorst ein packendes Finale gegen die Wuppertal Greyhounds, die ebenfalls um den Aufstieg spielten. Vor knapp 1200 Zuschauern am Gelben Sprung sicherten sich die Chargers mit einem knappen Ergebnis von 08:10 (0:7) den Aufstieg in die Oberliga. Dies war der zweite Aufstieg in Folge.

## Mannschaften
In der Saison 2018 traten die Chargers mit den Senioren in der Oberliga an. Außerdem stellten sie je ein Jugendteam der Kategorien U-16 und U-19.

## Fan Club
Seit 2007 haben die Recklinghausen Chargers auch einen sehr aktiven Fan Club. Die "Burgundy Heat" wechselten nach dem Ende der NFL Europa von ihrem ursprünglichen Verein Düsseldorf Rhein Fire zu den Chargers, da einige der Mitglieder schon viele Jahre die Chargers verfolgten. Mittlerweile hat sich der Fan Club aufgelöst.